# Carl-Gustaf Regårdh
Carl Gustaf (Carl-Gustaf) Bore Regårdh (25 de marzo de 1921 – 20 de marzo de 2009) fue un ingeniero sueco. Regårdh tuvo una destacada carrera en el Ejército Sueco, comenzando como ingeniero y ascendiendo a través de diversos roles de creciente responsabilidad y rango. Entre sus posiciones destacadas se incluye su servicio como asistente de agregado militar en Washington D. C., donde facilitó la transferencia de tecnología a Suecia. Al regresar a Suecia, ocupó cargos administrativos en la Administración de Materiales del Ejército Sueco. Finalmente, se convirtió en Jefe del Cuerpo de Ingenieros Eléctricos y Mecánicos del Ejército Sueco, supervisando avances significativos en los sistemas de mantenimiento y abogando por la reforma de la educación técnica. Después de dos mandatos, pasó al sector privado, donde realizó investigaciones para instituciones prestigiosas y agencias gubernamentales.

## Primeros años
Regårdh nació el 25 de marzo de 1921 en Condado de Malmöhus, hijo de Carl Regårdh y su esposa Lilly (de soltera Ohnell). Regårdh pasó el studentexamen en Helsingborg en 1941. Comenzó su carrera militar en el Regimiento de Artillería Costera de Karlskrona y se convirtió en segundo teniente en la reserva de la Artillería Costera Sueca el 1 de septiembre de 1944. Luego, continuó sus estudios en el Instituto Real de Tecnología KTH en Estocolmo, donde obtuvo un título de máster en ingeniería mecánica en 1948.

## Carrera
Regårdh se desempeñó como ingeniero en la Oficina de Mantenimiento de Materiales en el Departamento de Arsenales de la Administración de Materiales del Ejército Sueco de 1948 a 1949, y como ingeniero de segunda clase (arméingenjör av 2. graden) con el rango de teniente en el Regimiento Antiaéreo de Gotemburgo desde el 1 de julio de 1949 hasta 1950. El 11 de abril de 1950, ya estaba asignado al Departamento Antiaéreo del Estado Mayor del Ejército en Estocolmo y fue nombrado ingeniero de primera clase (arméingenjör av 1. graden) con el rango de capitán el 1 de octubre de 1951. Regårdh también se desempeñó como profesor en ciencia de materiales (doctrina de control de fuego) en la Escuela de Oficiales Antiaéreos (Luftvärnsofficersskolan) de 1951 a 1954. Posteriormente, se unió al Departamento de Arsenales de la Administración de Materiales del Ejército Sueco, donde fue asignado a la Sección de Control de Fuego de la Primera Oficina de Armas (Första vapenbyrån), a partir del 1 de octubre de 1953. Luego, Regårdh se desempeñó como jefe de sección en el Departamento de Arsenales de la Administración de Materiales del Ejército Sueco de 1953 a 1954 y como jefe de sección en la Administración de Arsenales del Ejército Sueco de 1954 a 1956.
Desde el 1 de octubre de 1956 hasta el 30 de septiembre de 1962, Regårdh se desempeñó en Washington D. C. como agregado militar asistente en la embajada de Suecia en Washington D. C., un cargo ocupado por ingenieros del ejército. Durante ese tiempo, fue promovido (el 1 de abril de 1958) al rango de director de ejército de segunda clase (armédirektör av 2. graden). Como agregado, hizo una contribución importante al facilitar la transferencia de tecnología a Suecia, incluidos nuevos sistemas de misiles. Al regresar a Suecia, reanudó su servicio en la Administración de Materiales del Ejército Sueco, esta vez como oficial administrativo superior (byrådirektör). A partir del 1 de julio de 1958, ya no era permisible ocupar cargos civiles-militares en departamentos distintos al Departamento de Talleres y la Inspección de Materiales, lo que significaba que Regårdh tuvo que despedirse de su servicio civil-militar. Tampoco era posible ingresar a la reserva del Cuerpo de Ingenieros Eléctricos y Mecánicos del Ejército Sueco según la decisión parlamentaria de 1958. Así, Regårdh se convirtió en un mayor civil-militar conscripto. El 1 de abril de 1964, Regårdh sucedió a Bo Ehnbom como Jefe del Cuerpo de Ingenieros Eléctricos y Mecánicos del Ejército Sueco. El jefe tenía el título de arméöverdirektör con el rango de coronel, y también era el jefe del Departamento de Talleres de la Administración de Arsenales del Ejército Sueco.
Regårdh fue el jefe del Departamento de Mantenimiento en la Administración de Materiales del Ejército (que fue renombrado Departamento Principal de Materiales del Ejército en 1972) en la Administración de Materiales de Defensa de Suecia (FMV) desde 1968 hasta 1976. Bajo su liderazgo, se introdujo un moderno sistema de mantenimiento basado en computadoras en la FMV, permitiendo por primera vez una visión general del estado y los costos del mantenimiento del equipo. También se introdujeron métodos y recursos modernos en los regimientos del ejército para agilizar el mantenimiento y la formación. Abogó firmemente por el establecimiento de una escuela conjunta para todas las ramas técnicas en 1977: la Escuela Técnica del Ejército Sueco (Arméns tekniska skola). Propuso que se ubicara junto al Regimiento de Ingenieros Svea en Almnäs, Municipio de Södertälje, pero a pesar de sus enérgicas protestas, el gobierno decidió ubicar la escuela en Östersund.
El Jefe del Cuerpo de Ingenieros Eléctricos y Mecánicos del Ejército Sueco era nombrado por períodos de seis años. Para el 1 de abril de 1976, Regårdh había cumplido dos mandatos. Había una regla que establecía que quienes hubieran servido dos mandatos y alcanzaran la edad de 55 años podían recibir una pensión. Regårdh aprovechó esto y pasó al sector privado. Regårdh fue el último en ocupar el título de arméöverdirektör. A partir de 1976, Regårdh trabajó como empresario independiente. Realizó investigaciones para diversos fines, incluidas las Real Academia Sueca de Ciencias de la Guerra, la Real Academia Sueca de Ciencias de la Ingeniería, la Junta Nacional Sueca de Desarrollo Técnico (Styrelsen för teknisk utveckling) y el Ministerio de Defensa.

## Vida personal
En 1948, Regårdh se casó con Christina Andersson (nacida en 1925), hija de Robert Andersson y Ellen (de soltera Lindberg). Tuvieron seis hijos: Stefan (nacido en 1949), Cecilia (nacida en 1951), Eva (nacida en 1952), Ulrika y Monika (nacidas en 1956), y Patrik (nacido en 1959).

## Fallecimiento
Regårdh falleció el 20 de marzo de 2009 en sv, Condado de Estocolmo, Suecia. Fue enterrado el 12 de junio de 2009 en sv en Djursholm, Condado de Estocolmo.

## Premios y distinciones
- Comandante de la Orden de la Estrella Polar (6 de junio de 1968)[10]
- Caballero de la Orden de la Estrella Polar (1964)[11]
- Insignia de Mérito de la Asociación Sueca de Curling (Svenska Curlingförbundet) (1981/82)[12]

## Honores
- Miembro de la Real Academia Sueca de Ciencias de la Guerra (1973)[5]